# Schwanebeck
Schwanebeck ist eine Kleinstadt, die zur Verbandsgemeinde Vorharz im Landkreis Harz des Bundeslandes Sachsen-Anhalt gehört.

## Geografische Lage
Der Ort liegt im nördlichen Harzvorland, nordöstlich der Kreisstadt Halberstadt. Durch den Ort führt die Bundesstraße 245 von Halberstadt nach Hamersleben. Schwanebeck liegt an der 2001 stillgelegten Bahnstrecke Jerxheim–Nienhagen.

## Geschichte
Die erste Besiedlung des Umlandes fand gegen 200–400 statt. Die erste urkundliche Erwähnung ist auf das Jahr 1062 zu datieren. 1270 wird Schwanebeck erstmals das Stadtrecht zugesprochen. Schwanebeck gehörte bis 1648 zum Bistum Halberstadt und gelangte dann an das Fürstentum Halberstadt. Der Ort unterstand direkt dem Amt Gröningen und gelangte 1815 an den Regierungsbezirk Magdeburg der preußischen Provinz Sachsen.
Am 1. Januar 2010 wurde die Gemeinde Nienhagen ein Ortsteil von Schwanebeck.

## Politik

### Stadtrat
Bei der Kommunalwahl am 26. Mai 2019 entfielen die 14 Sitze des Stadtrats auf folgende Parteien und Wählergruppen. Die Wahlbeteiligung lag im Jahr 2019 bei 52,03 %.
- CDU: 39,17 %, 5 Sitze
- Die Linke: 20,41 %, 3 Sitze
- Wählergemeinschaft Nienhagen: 7,53 %, 1 Sitz
- Einzelbewerber: 32,89 %, 5 Sitze

### Bürgermeister
2001 wurde Hans-Richard Wegner (CDU) zum Bürgermeister gewählt. 2008 wurde Christina Brehmer (Die Linke) neue Bürgermeisterin.
Benno Liebner (CDU) konnte sich im März 2015 bei einer Wahlbeteiligung von 46,3 % mit 66,7 % der Stimmen gegen Amtsinhaberin Brehmer durchsetzen.

### Wappen und Flagge
Blasonierung: „In Blau einen im Wasser aufrecht stehenden silbernen Schwan mit roter Bewehrung und ausgebreiteten Flügeln, nach links blickend.“
Die Flagge zeigt die Farben Blau-Weiß.

## Religionen

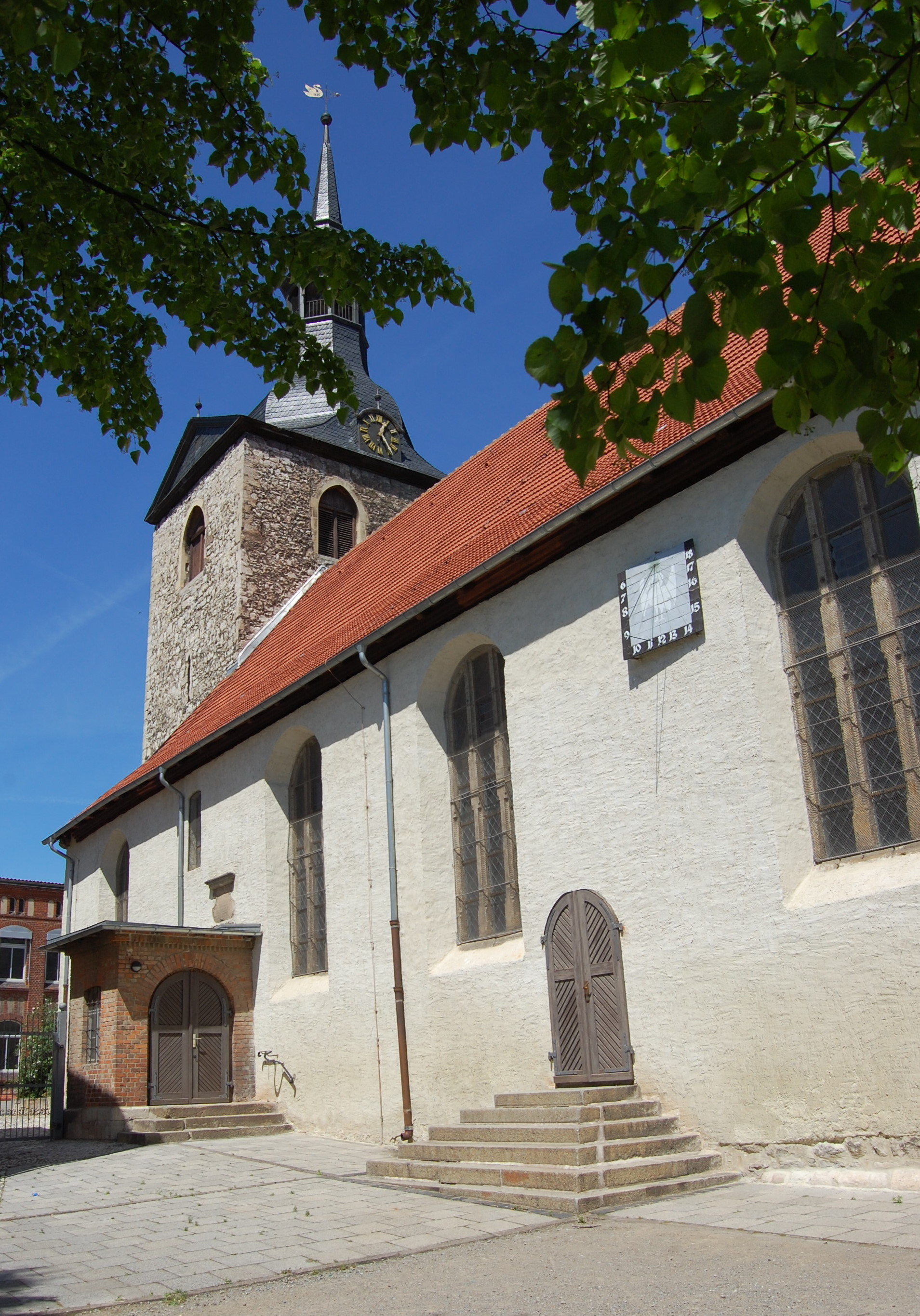
Sankt-Petri-Kirche

Die evangelischen Kirchen Sankt-Petri aus dem 17. Jahrhundert am Markt und Sankt-Johannis an der Johannisstraße gehören zum Kirchspiel Schwanebeck und damit zum Kirchenkreis Halberstadt.
Die katholische Kirche Zum Allerheiligsten Altarssakrament, südlich der Kapellenstraße gelegen, besteht seit 1334 und dient als Gemeinde- und Wallfahrtskirche. Sie gehört zur Pfarrei St. Benedikt mit Sitz auf der Huysburg. Etwas südlich der Kirche befindet sich die Wallfahrtslinde, ein mehrere Jahrhunderte alter Lindenbaum.
Die Neuapostolische Kirche in der Kapellenstraße 39 wurde von 1983 bis 1987 erbaut, und 1987 eingeweiht. Der Grundriss der Kirche stellt den Großbuchstaben Omega (Ω) dar, im Christentum ein Symbol für Jesus Christus. Bereits im Dezember 2007 fand in ihr der letzte Gottesdienst statt, das Gebäude wurde verkauft. Die nächstliegenden neuapostolischen Kirchen befinden sich heute jeweils 11 km entfernt in Halberstadt und Oschersleben.

## Kultur und Sehenswürdigkeiten

### Gedenkstätten
- Grabstätte auf dem Ortsfriedhof für den kommunistischen Funktionär Kurt Schmuhl, der 1944 in Brandenburg-Görden ermordet wurde
- Grabstätten auf dem gleichen Friedhof für fünf unbekannte Polen, die während des Zweiten Weltkrieges nach Deutschland verschleppt und Opfer von Zwangsarbeit wurden
- Schubert-Stein im Stadtpark
- Denkmal für die Gefallenen der beiden Weltkriege

### Museen
- Museum of war & art[7]

## Persönlichkeiten
In Schwanebeck geboren wurden der Theologe und Heimatforscher Stephan Kunze (1772–1851), der Agrikulturchemiker Otto Nolte (1887–1934), der Sinologe Helmut Peters (1930–2023) und der DDR-Fußballspieler Detlef Enge (* 1952).
Der Pädagoge und Theologe Heinrich Friedrich Franz Sickel (1794–1842) war von 1817 bis in die 1820er Jahre Rektor in Schwanebeck. Friedrich Maurach (1811–1873) amtierte in den Jahren 1848 bis 1850 von Schwanebeck aus kommissarisch als Landrat des Landkreises Oschersleben. Der evangelische Theologe Julius Richter (1862–1940) war von 1896 bis 1912 Pfarrer in Schwanebeck. Gerhard Dittmar (1900–1972), Pädagoge und Maler, war von 1946 bis 1950 als Lehrer in Schwanebeck tätig.